# Sondra samambrayi
Sondra samambrayi là một loài nhện trong họ Salticidae.
Loài này thuộc chi Sondra. Sondra samambrayi được Marek Żabka miêu tả năm 2002.